# Hassan Chafii
 (avril 2020).
Le contenu est difficilement compréhensible vu les erreurs de traduction, qui sont peut-être dues à l'utilisation d'un logiciel de traduction automatique.
Hassan El Shafei (9 octobre 1982), (Arabe: حسن الشافعي) est un compositeur et distributeur égyptien. Il est surtout connu pour ses nombreuses collaborations avec de grands noms arabes. Il a également composé pour plusieurs chanteurs célèbres tels que AMR diab, , Shirin Abd al-wahhab, Nancy ajram et d'autres. 

## Sa carrière
Il a commencé sa carrière artistique en composant pour Abdul majeed Abdullah. 
Sa musique a reçu une grande renommée dans les États-Unis et le monde entier.

### Ses nominations
Il eut le prix du «Meilleur réalisateur et musicien» en 2009. Il détient aussi «l'award de la meilleure organisation ». Il figure aussi comme musicien dans les statistiques magazine DG pour l'année 2007, et 2009.

### Ses apparitions
Il est membre du jury dans le talent show «Arab idol», depuis sa première saison, avec Ragheb Alama, Ahlam, Nancy ajram (deuxième saison) et Wael Kfoury (troisième saison).